# Boms
Boms è un comune tedesco di 743 abitanti situato nel land del Baden-Württemberg.